# Yūsuke Matsuo (Fußballspieler, 1997)
Yūsuke Matsuo (jap. 松尾 佑介, Matsuo Yūsuke; * 23. Juli 1997 in der Präfektur Saitama) ist ein japanischer Fußballspieler.

## Karriere
Yūsuke Matsuo erlernte das Fußballspielen in der Jugendmannschaft der Urawa Red Diamonds sowie in der Universitätsmannschaft der Sendai University. Von Juni 2019 bis Januar 2020 wurde er an den Yokohama FC ausgeliehen. Der Verein aus Yokohama spielte in der zweithöchsten Liga des Landes, der J2 League. Ende 2019 wurde er mit Yokohama Vizemeister der zweiten Liga und stieg in die erste Liga auf. Nach Leihende wurde er Anfang 2020 von Yokohama fest verpflichtet. Am Ende der Saison 2021 belegte er mit dem Verein den letzten Tabellenplatz und musste somit in die zweite Liga absteigen. Nach dem Abstieg verließ er den Verein und schloss sich dem Erstligisten Urawa Red Diamonds an. Hier kam er auch zu seinem Debüt in der AFC Champions League und erzielte dort sechs Treffer in neun Partien.
Nach der Spielzeit 2022 verlieh ihn der Klub für ein Jahr mit anschließender Kaufoption an den belgischen Erstdivisionär KVC Westerlo. Im Rest der Saison bestritt er 14 von 17 möglichen Ligaspielen für Westerlo. In der Saison 2023/24 waren es bis zum Anlauf der Leihe 15 von 20 möglichen Ligaspielen und ein Pokalspiel.
Nach Ende der Ausleihe kehrte er im Januar 2024 zu den Reds zurück. Eine erneute Ausleihe wurde abgelehnt. Die Ablöse für einen Kauf des Spielers war für Westerlo nicht finanzierbar.

## Erfolge
Yokohama FC
- Japanischer Zweitligavizemeister: 2019  ▲